# Біла рукавичка (картина Ламберта)
«Біла рукавичка» (англ. The White Glove) — картина австралійського художника Джорджа Вашингтона Ламберта, написана в 1921 році . Знаходиться в колекції Художньої галереї Нового Південного Уельсу в Сіднеї .

## Опис
На картині зображена міс Гледіс Невілл Коллінз, дочка Дж. Коллінза, юриста, кресляра парламенту штату Вікторія та опікуна Публічної бібліотеки, різних музеїв і Національної галереї Вікторії. Ламберт написав портрет в манері полотна Джошуа Рейнольдса «Сара Сіддонс в образі музи Трагедії» (1783). Картина також передбачає, що художник був знайомий з портретом Ени Вертгаймер Джона Сінгера Сарджента «A Vele Gonfie» 1905 року .
Нахилена голова міс Коллінз, її напіввідкритий рот, напівзакриті очі і майже оголена права рука припускають індивідуальну чуттєвість, але вони також вказують на форму кодифікованої поведінки .
Жива палітра твору Ламберта значно відрізнялася від «переважаючих портретів коричневих тоналістов», які були в моді в інших австралійських художників-портретистів того часу. У листі своїй дружині Емі Ламберт описав картину як «дикий лихий портрет».

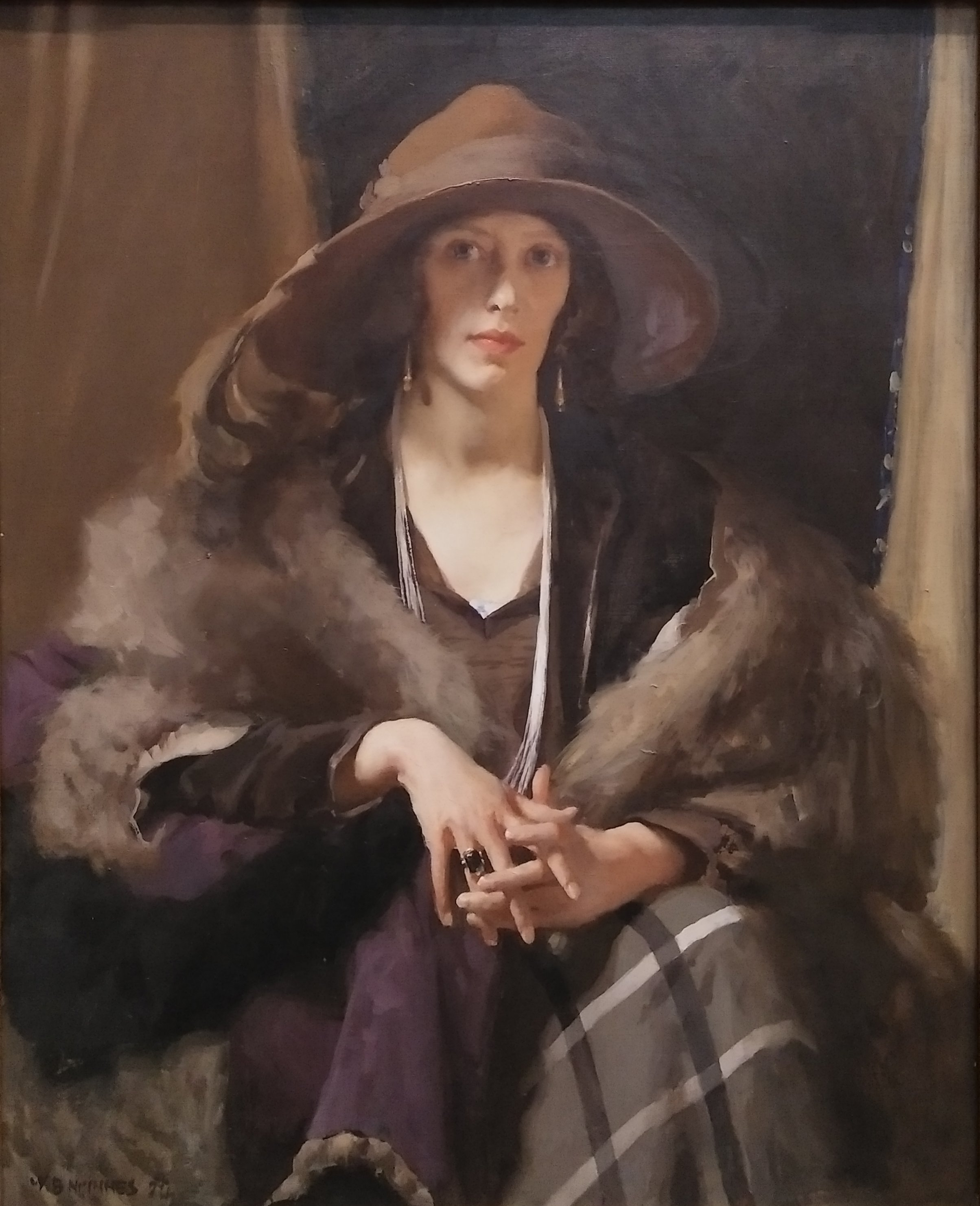
«Міс Коллінз», В. Макіннес (1924, Художня галерея Південної Австралії)

Картина була придбана Художньою галереєю Нового Південного Уельсу за 600 гіней в 1922 році, що на той момент було найвищою ціною, сплаченою громадською галереєю за портрет австралійського художника. Робота залишається в колекції галереї .
Інший портрет міс Коллінз був написаний у 1924 році австралійським художником-портретистом Вільямом Беквітом Макіннесом.